# Lotopałanka karłowata
Lotopałanka karłowata, lotopałanka krótkogłowa (Petaurus breviceps) – gatunek ssaka z podrodziny Petaurinae w obrębie rodziny lotopałankowatych (Petauridae).

## Taksonomia
Gatunek po raz pierwszy opisał w 1839 roku angielski przyrodnik George Robert Waterhouse na łamach czasopisma Proceedings of the Zoological Society of London i nadając mu nazwę Petaurus breviceps. Miejsce typowe to Nowa Południowa Walia, Australia. Holotyp to skóra dorosłej samicy o sygnaturze BMNH 55.12.24.78 z kolekcji Muzeum Historii Naturalnej w Londynie.
Tradycyjnie w obrębie P. breviceps wyróżniano cztery podgatunki jednak badania przeprowadzone w 2020 roku w oparciu o dowody molekularne i morfologiczne wykazały, że P. breviceps stanowi trzy różne występujące w Australii gatunki (traktowane wcześniej jako podgatunki): P. breviceps, P. ariel i P. notatus. Populacje z Nowej Gwinei nie zostały zrewidowane w tej publikacji, ale z pewnością nie reprezentują P. breviceps ani żadnego z innych gatunków australijskich i mogą stanowić zespół odrębnych gatunków; Mammal Diversity Database wstępnie traktuje te populacje jako odrębny gatunek P. papuanus, ale zaleca przeprowadzenie dogłębnej rewizji taksonomicznej tego taksonu.

### Etymologia
- Petaurus: gr. πεταυρον petauron „trampolina, skakać”, od πεταυριστης petauristēs „akrobata, balansista”[11].
- breviceps: łac. brevis „krótki”[12]; -ceps „-głowy”, od caput, capitis „głowa”[13].

## Zasięg występowania
Lotopałanka karłowata występuje na wschód od Wielkich Gór Wododziałowych przez południowo-wschodni Queensland, na południe przez wschodnią Wiktorię, rozciągając się na południe do północnego Brisbane.

## Morfologia
Długość ciała (bez ogona) 15,5–17,5 cm, długość ogona 14,2–22 cm; masa ciała 95–155 g. Grzbiet szary z czarnym pasmem pośrodku, biegnącym od nasady ogona do czoła, czarne obwódki wokół oczu, brzuch biały, ogon szary, z ciemną obwódką w pobliżu koniuszka

## Ekologia
Małe, stadne zwierzę nadrzewne. Charakteryzuje się obecnością długiego chwytnego ogona i fałdów skórnych stanowiących wystarczającą powierzchnię nośną dla lotu ślizgowego na odległość do 55 metrów.
Ciąża trwa 21 dni, w miocie 2-3 młode. 
Żywi się słodkim sokiem z pni akacji i figowców.